# 岩堀安三
岩堀安三（いわぼり　やすぞう、1935年1月3日-　）は、公認会計士、経営・税制評論家。
東京出身。1957年東京大学経済学部商業経学科卒。三年間三菱銀行勤務ののち再度大学で学び、公認会計士、税理士試験に合格。1968年から東海大学、国際商科大学講師。1970年岩堀公認会計士事務所を開業、事務局長、国際マネジメントを設立、代表取締役。

## 著書
- 『ビルは危ない 中小ビル建設投資の盲点をつく』商店建築社 1970
- 『簿記概論』花田雄治共著 東海大学出版会 1970
- 『経営の迷信から飛びだせ』柴田書店 1971
- 『偉才小林一三の商法 その大衆志向のレジャー経営手法』評言社 1972
- 『ダイエー強さの秘密 中内㓛の実践論・矛盾論』評言社 1973
- 『料理飲食業』日本公認会計士協会東京会編 第一法規出版 業種別会計実務 1973
- 『YKKの経営 吉田哲学世界を行く』ダイヤモンドータイム社 1975
- 『ヤマハ・異次元の経営』ダイヤモンドータイム社 1976
- 『日立の経営 群を抜く技術力と中小企業的強さの秘密を探る』日本実業出版社 1978
- 『経理実務入門』日本コンサルタント・グループ ニッコン入門書シリーズ 1979
- 『入門会社の見方・読み方 ちょっとしたヒントからどういう会社かを知る100のカギ』日本実業出版社 1980
- 『税金が安くなる知識200 あなたは払いすぎている』サンケイ出版 1981
- 『再建王・経営力の秘密 坪内寿夫・大山梅雄・早川種三の全ノウハウ』PHP研究所 1983
- 『バランスシートの読み方50の常識 会社の"台所"を読みとるコツ 入門の入門!!』こう書房 1983
- 『意思決定のノウハウ 何を基準に戦略を立てるべきか 経営に判断ミスは許されない!』PHP研究所 1984
- 『伸びる企業はどこが違うか 経営・活力・技術力』ダイヤモンド社 1987
- 『「有価証券報告書」が面白く読める本 企業戦略の"裏のウラ"がわかってくる!』かんき出版 1987